# Station Bardo-Przyłęk
Station Bardo-Przyłęk is een spoorwegstation in de Poolse plaats Przyłęk.